# Mezjdoeretsjensk (oblast Kemerovo)
Mezjdoeretsjensk (Russisch: Междуреченск) is een stad in de Oblast Kemerovo in het zuiden van Siberië, Rusland. De stad telde 101.987 inwoners bij de volkstelling van 2002. De stad ligt ongeveer 60 kilometer ten oosten van de grote stad Novokoeznetsk, aan de rivier de Tom.
Mezjdoeretsjensk ligt aan de spoorverbinding tussen Novokoeznetsk en Abakan.
Op 23 juni 1955 kreeg de plaats Mezjdoeretsjensk de stadstitel.
Op 23 maart 1994 stortte Aeroflot vlucht 593 neer nabij Mezjdoeretsjensk.
Bestuurlijk centrum: Kemerovo

Anzjero-Soedzjensk · Belovo · Berjozovski · Goerjevsk · Joerga · Kaltan · Kiseljovsk · Leninsk-Koeznetski · Mariinsk · Mezjdoeretsjensk · Myski · Novokoeznetsk · Osinniki · Polysajevo · Prokopjevsk · Salair · Tasjtagol · Tajga · Topki